# Giornata internazionale di Nelson Mandela
La Giornata internazionale di Nelson Mandela (indicato anche con le denominazioni inglese di Nelson Mandela International Day o Mandela Day) è una giornata di festa internazionale in onore a Nelson Mandela, celebrata il 18 luglio (il compleanno di Mandela). Tale giorno fu dichiarato dalle Nazioni Unite nel novembre del 2009, con la prima giornata di Mandela celebrata il 18 luglio 2010. In ogni caso alcuni gruppi iniziarono i festeggiamenti già nel 2009.